# Diocesi di Eraclea Pontica
La diocesi di Eraclea Pontica (in latino Dioecesis Heracleensis Pontica) è una sede soppressa del patriarcato di Costantinopoli e una sede titolare della Chiesa cattolica.

## Storia
Eraclea Pontica, oggi conosciuta con il nome di Karadeniz Ereğli nell'odierna Turchia, è un'antica sede vescovile della provincia romana di Onoriade nella diocesi civile del Ponto. Faceva parte del patriarcato di Costantinopoli ed era suffraganea dell'arcidiocesi di Claudiopoli.
Nella prima metà del XIII secolo fu elevata al rango di sede metropolitana al posto di Claudiopoli, caduta definitivamente in mano ai Turchi. Presa a sua volta dai Turchi nel luglio del 1360, Eraclea non ebbe più arcivescovi; la sede fu soppressa nel luglio del 1387 e il suo territorio annesso a quello di Amastri. La sede è documentata nelle Notitiae Episcopatuum del patriarcato fino al XIV secolo.
I racconti agiografici e la tradizione liturgica bizantina attribuiscono all'apostolo sant'Andrea l'evangelizzazione della città e pongono a Eraclea il martirio, sotto Licinio, di san Teodoro di Amasea.
Diversi sono i vescovi e i metropoliti documentati di quest'antica sede bizantina. Per il primo millennio cristiano sono noti i seguenti vescovi. Eusebio prese parte al concilio di Efeso 431. Teodoro intervenne al concilio di Calcedonia nel 451. Epifanio prese parte al concilio di Costantinopoli riunito nel 536 dal patriarca Mena, durante il quale furono condannati Severo di Antiochia e i suoi sostenitori, l'ex patriarca Antimo, il monaco siriano Zoora e Pietro di Apamea. Stefano partecipò al concilio di Costantinopoli nel 680 e al concilio in Trullo del 692. Giovanni assistette al secondo concilio di Nicea nel 787. Costantino è documentato da un sigillo databile all'VIII-IX secolo. Paolo è citato in una lettera di papa Niccolò I all'imperatore Michele III del 28 settembre 865 come uno dei più strenui difensori del patriarca Ignazio. Melezio partecipò ai concili di Costantinopoli dell'869-870 e dell'879-880 che trattarono della questione del patriarca Fozio. Un altro sigillo, databile fra IX e X secolo, attesta l'esistenza del vescovo Acacio.
Dal XIX secolo Eraclea Pontica è annoverata tra le sedi vescovili titolari della Chiesa cattolica; la sede è vacante dal 2 maggio 2023.

## Cronotassi

### Vescovi e metropoliti greci
- Eusebio † (menzionato nel 431)
- Teodoro † (menzionato nel 451)
- Epifanio † (menzionato nel 536)
- Stefano † (prima del 680 - dopo il 692)
- Giovanni I † (menzionato nel 787)
- Costantino † (VIII-IX secolo)
- Paolo † (menzionato nell'865)
- Melezio † (prima dell'869 - dopo l'880)
- Acacio † (IX-X secolo)
- Eutimio † (seconda metà del XII secolo)[9]
- Niceforo † (prima del 1232 - dopo il 1250)
- Teodoro † (prima del 1256 - 1267 deposto)
- Massimo † (menzionato nel 1267 deposto)
- Anonimo † (menzionato nel 1274)
- Massimo † (circa 1283 - dopo il 1285) (per la seconda volta)
- Giovanni II † (circa 1296/1297 - 1328 deceduto)
- Anonimo (Metodio?) † (prima del 1347 - dopo novembre 1348)
- Metodio † (prima di settembre 1350 - dopo il 1351)
- Anonimo † (prima del 1353 - circa gennaio 1365 eletto metropolita di Derco)
- Anonimo † (circa 1365 - ?)
- Gioacchino † (prima del 1379/1380 - dopo il 1381)

### Vescovi titolari
- Giuseppe (Bernardino di Santa Teresa) Baccinelli, O.C.D. † (26 gennaio 1847 - 24 maggio 1859 nominato arcivescovo titolare di Farsalo)[10]
- Stjepan Bauerlein † (27 maggio 1951 - 12 ottobre 1959 nominato vescovo di Bosnia e Sirmio)
- Edward John Harper, C.SS.R. † (23 luglio 1960 - 20 aprile 1977 nominato vescovo di Saint Thomas)
- Helmut Krätzl † (30 settembre 1977 - 2 maggio 2023 deceduto)